# طرح نمونه‌گیری
در تئوری نمونه‌گیری جمعیت محدود، یک طرح نمونه‌گیری (به انگلیسی: Sampling design) برای هر نمونه ممکن احتمال ترسیم‌شدن آن را مشخص می‌کند.
از نظر ریاضی، طرح نمونه‌گیری با تابع {\displaystyle P(S)} نشان داده می‌شود که احتمال رسم نمونه {\displaystyle S.} را می‌دهد.